# Amogjasiddhi

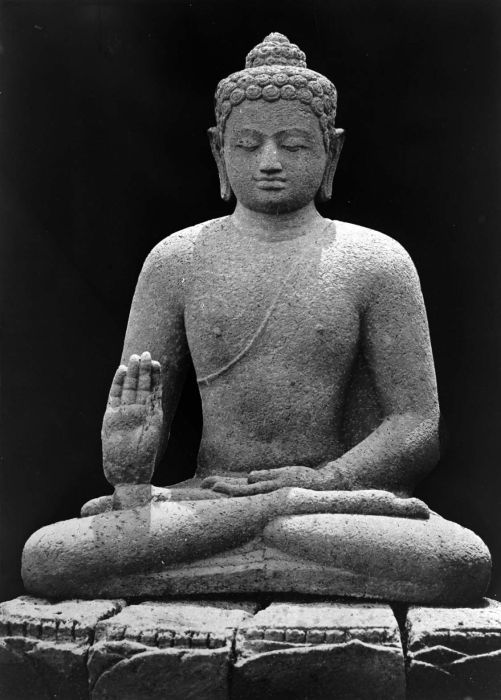
Antica scultura di Amoghasiddhi Buddha. Borobudur, Central Java, Indonesia

Amogjasiddhi o Amoghasiddhi (in sanscrito; in giapponese 不空成就仏 (Fukujōju Butsu?); in cinese 不空成就佛) è uno dei cinque Buddha della saggezza della tradizione buddista Vajrayana. È associato alla realizzazione del percorso buddista e alla distruzione del veleno dell'invidia. Il suo nome significa Colui i cui risultati non sono vani. La sua Shakti/consorte è Tārā, che significa Stella Nobile e le sue cavalcature sono garuda. Appartiene alla famiglia del Karma il cui simbolo di famiglia è il doppio vajra/fulmine.

## Caratteristiche

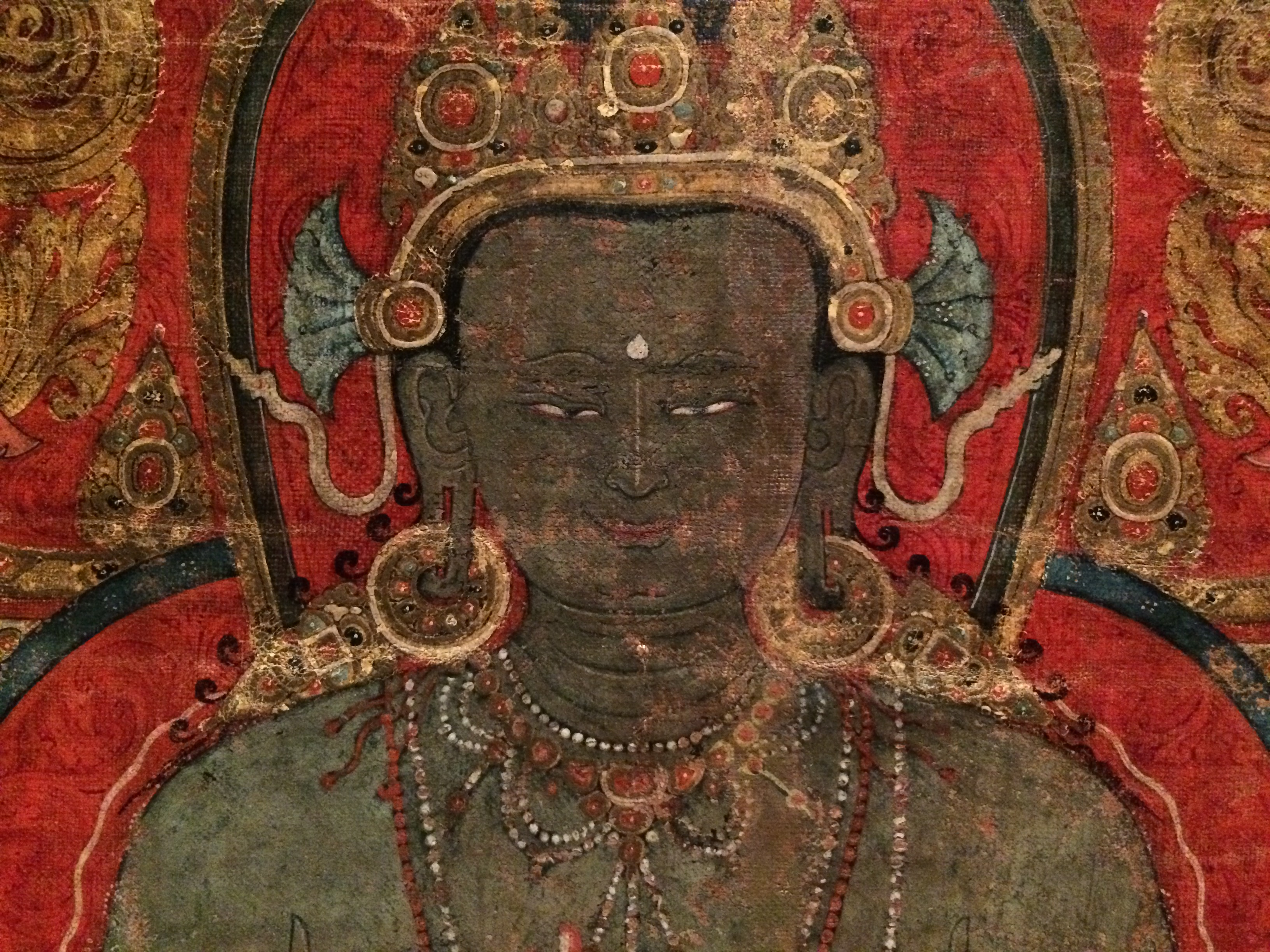
Buddha tibetano Amoghasiddhi dalla collezione del Museo d'arte asiatica di San Francisco, datata 1300-1400 d.C.

Amogjasiddhi è associato allo skandha concettuale o alla mente concettuale (opposta alla mente non concettuale o sensoriale). La sua azione per la promozione dei percorsi buddisti è la pacificazione dei mali. Ciò è simboleggiato dal simbolo di Amogjasiddhi, la luna. Compie il gesto del mudra della mancanza di paura, a simboleggiare la mancanza di paura di lui e dei suoi devoti verso i veleni o le delusioni.
Di solito è colorato in verde nelle opere d'arte ed è associato all'elemento aria o vento. La sua stagione è l'autunno e la sua residenza celeste è il buddha-kṣetra settentrionale chiamato Prakuta.